# إدغار دونبار
إدغار دونبار (بالإنجليزية: Edgar Dunbar)‏ هو لاعب كرة قدم أسترالية أسترالي، ولد في 12 أبريل 1902، وتوفي في 5 يوليو 1985.

## وصلات خارجية
- إدغار دونبار على موقع AustralianFootball.com (الإنجليزية)
- إدغار دونبار على موقع AFLtables.com (الإنجليزية)